# Język lele
Język lele – język z rodziny bantu, używany w Demokratycznej Republice Konga. W 1971 roku liczba mówiących wynosiła ok. 26 tysięcy.